# 19572 Leahmarie
19572 Leahmarie este un asteroid din centura principală de asteroizi.

## Descriere
19572 Leahmarie este un asteroid din centura principală de asteroizi. A fost descoperit pe 8 iunie 1999 la Socorro, New Mexico, în cadrul proiectului LINEAR. Asteroidul prezintă o orbită caracterizată de o semiaxă mare de 2,31 ua, o excentricitate de 0,13 și o înclinație de 7,1° în raport cu ecliptica.